# レンタルカーズドットコム

レンタルカーズドットコムのロゴ

親会社のブッキング・ホールディングスのロゴ

レンタルカーズドットコム（英: rentalcars.com）は、レンタカーの比較検索・予約を扱う、ウェブサイトおよびアプリ。
イギリス・マンチェスターに本拠を置き、ブッキング・ホールディングス（NASDAQ: BKNG）の一部門を構成する、同サービスの運営企業、トラベルジグソー（英: TravelJigsaw Ltd.）についても記述する。

## トラベルジグソー（運営企業）
レンタルカーズドットコム運営企業のトラベルジグソーは、2004年に、Greg Wills(Gregory Wills)らによって設立された。アメリカ合衆国やオーストラリアなどでTravelJigsawのブランド名、イギリスとアイルランドでCarhire 3000のブランド名、ドイツ・オーストリア・スイスでE-Mietwagenのブランド名をそれぞれ使用し、レンタカーのオンライン予約を扱っていた。
2010年5月、トラベルジグソーは、オンライン旅行会社のプライスラインドットコムの買収を受け、各ウェブサイトをレンタルカーズドットコムに一本化、世界各地域のオンラインレンタカー予約を扱うウェブサイトとなった。親会社の組織変更に伴い、現在はブッキング・ホールディングスの一員となっている。
設立以降Greg WillsがCEOを務めてきたが、2015年1月、Ian Brownが新しいCEOとなった。

## サービス内容
ウェブサイトは、日本語を含む世界40以上の言語で表示され、決済は、日本円を含む世界55以上の通貨で可能。予約に関しては、ウェブサイト上で入力して行うほか、電話予約（日本語の場合は平日限定、フリーダイヤルも有り）も可能である。変更や事故発生時などに関する注意事項の詳細は、ウェブサイト内の利用規約に明記されている。
レンタカー検索
ウェブサイト上で、貸出・返却する場所をそれぞれ選択の上、貸出日・返却日を入力し検索すると、検索結果が表示され、車種による絞り込みを行うことが可能となっている。
カーナビやタイヤチェーン、チャイルドシートなど、追加オプションの有無や、キャンセル条件・各種保険に関しても表示される。
世界的に広く利用されるレンタカー会社のほか、各地域内部で影響力を持つレンタカー会社も、検索表示に含まれるように作られている。
プライスウォッチ
レンタルカーズドットコムでレンタカーを予約後、同条件の予約が別のウェブサイトでより安い価格で提供されていることを発見した場合、ウェブサイト上のプラットフォームに入力して連絡すれば、その価格以下の新料金で契約を行うサービス。条件等に関してはウェブサイト内に明記されている。
その他
日本の航空会社では、全日本空輸（ANA）が、レンタルカーズドットコムを利用したレンタカー予約により、マイルが貯まるサービスを行っている。レンタルカーズドットコム専用のバナーを経由し予約するとマイルが貯まる（詳細は外部リンク参照）。

### 派生サービス
Rideways
空港からのタクシー・ハイヤー送迎予約に特化したウェブサイト。日本語対応。2016年11月にサービスを開始した。